# Нижня Кринка
Ни́жня Кри́нка (в минулому — Ханжонкове) — селище Макіївської міської громади Донецького району Донецької області, Україна. Розташоване на річці Кринка (притока Міусу) за 35 км від Донецька. За 4 км від селища знаходиться залізнична станція Нижньокринка. У селищі народився один із піонерів кінематографу Олександр Ханжонков.

## Історія

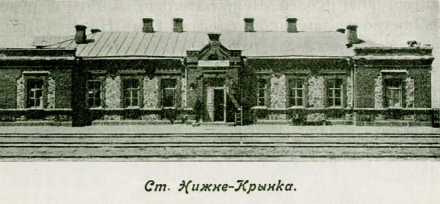

Засноване запорозькими козаками у XVII ст. Відоме у письмових згадках із 1788 року, коли полковник Ханжонков, отримав від царського уряду землю та об'єднав декілька козацьких хуторів у слободу й назвав її Ханжонків-Нижньокринський. Сучасну назву селище перейняло від річки Кринка, на якій воно розташоване. Існує також село Верхня Кринка, що лежить вище за течією цієї річки.
За даними на 1873 рік у селищі Зуївської волості Міуського округу Області Війська Донського мешкало 1664 особи, існувало 252 дворових господарства та 3 окремих будинки, у господарствах налічувалось 84 плуги, 160 коней, 600 пар волів, 1409 овець.
За переписом 1897 року кількість мешканців зросла до 2010 осіб (1024 чоловічої статі та 986 — жіночої), з яких 1991 — православної віри.
Видобуток кам'яного вугілля у селищі розпочато у XIX столітті. У 1897 році московський купець Пєшков скупив всі навколишні рудники і заснував неподалік селища Ясинівський рудник. Через два роки рудник був придбаний німецьким акціонерним товариством «Монтаж». Згодом тут був побудований коксо-бензольний завод, механічні майстерні, залізнична гілка на станцію Монахове, електростанція. Завод поставляв продукцію 11 компаніям. Тут у березні 1900 року підприємцями — інженером Горяїновим, французькими підданими Біанкі та Горже було засновано акціонерне товариство Нижньої Кринки, яке 1903 року збанкрутувало, а його рудники були придбані промисловцем Фоміним.
На початок 1912 року в селищі мешкало близько 3500 осіб, налічувалось 470 дворових господарств.

### Війна на сході України
В 2014 році Нижня Кринка потрапила у зону бойових дій в ході російсько-української війни.
17 серпня 2014 року в районі Нижньої Кринки та Жданівки при проведенні пошуково-ударних дій внаслідок обстрілу з БМ-21 «Град» загинули 11 солдат та офіцерів 25-ї повітрянодесантної бригади Збройних сил України на чолі з капітаном Вадимом Ричковим.
17 вересня 2014 у період 8:45—11:40 бойовики із «Градів» безперервним вогнем обстріляли Нижню Кринку, загинуло понад 10 мешканців, десятки поранених, зруйновано 9 житлових будинків.
21 вересня 2014 року українські війська змушено відійшли з Нижньої Кринки.

## Сучасний стан
В селищі розташовані підприємства видобування кам'яного вугілля (шахта «Ясинівська-Глибока»), підприємства побутового обслуговування. 4 загальноосвітні школи, лікувальний комплекс.

## Пам'ятки
При в'їзді в селище розташований із боку Харцизька встановлено пам'ятник 118 розстріляним комунарам, захисникам Ясинівського рудника, що загинули в ніч на 1 січня 1918 р.

## Населення

### Мова
Розподіл населення за рідною мовою за даними перепису 2001 року:
| Мова            | Кількість | Відсоток |
| --------------- | --------- | -------- |
| російська       | 9770      | 65.96%   |
| українська      | 4931      | 33.29%   |
| білоруська      | 30        | 0.20%    |
| румунська       | 6         | 0.04%    |
| болгарська      | 2         | 0.01%    |
| вірменська      | 1         | 0.01%    |
| циганська       | 1         | 0.01%    |
| польська        | 1         | 0.01%    |
| інші/не вказали | 71        | 0.47%    |
| Усього          | 14813     | 100%     |

За даними перепису 2001 року населення селища становило 14813 осіб, із них 33,29 % зазначили рідною мову українську, 65,96 % — російську, 0,2 % — білоруську, 0,04 % — молдовську, 0,01 % — болгарську, вірменську, польську та циганську мови.

## Постаті
- Антонов Афанасій Устинович (1866 — 1 травня 1933)[10] — голова Нижньокринської ради робітничих депутатів (1917), на його честь названа вулицю в селищі[11]. Афанасія Антонова відправили для підпільної роботи на Ясинівський рудник, який був відкритий купцем Пєшковим 1887 року. Для підпільників він був просто «Устинич», для інших — господарем пивної. Саме там і перебувала підпільна друкарня. Вечорами, у питному закладі збиралися поліцейські і все рудничне начальство, а в підвалі в цей час друкувалися свіжі номери «Іскри» і листівки. Саме Антонова вважають першим будівником радянської влади в селі. У 1905 році в селищі була створена організація РСДРП Опанас став керівником організації[12][13]. У 1917 році в селищі була створена рада з 7 осіб, головою став Антонов[12]. У 1926 році він був організатором відкриття в селищі дитячого будинку імені Ворошилова, де виховувалися 300 сиріт. Тривалий час Афанасій Устинович був головою сільради.
- Дорошенко Юрій Олегович — заслужений журналіст України.
- Ханжонков Олександр Олексійович (1877—1945) — український підприємець, організатор кінопромисловості, продюсер, режисер, сценарист.